# Gelijknamige toonaard
In de muziektheorie heten de twee toonaarden of toonsoorten in majeur en mineur met dezelfde grondtoon van gelijknamige toonaard of van equivalente toonaard. Zo zijn C majeur en c mineur gelijknamige toonaarden. Hun voortekening is niet hetzelfde: C majeur heeft geen voortekens, en c mineur heeft drie mollen. 